# Mont Baldy
Le mont Baldy (ou Baldy Mountain en anglais) est le point culminant de la province du Manitoba, au Canada. Il se situe au nord-ouest de Dauphin. Son altitude est de 832 m, ce qui en fait le point culminant du mont Duck, un des éléments de l'escarpement du Manitoba. Il est situé dans le parc provincial de Duck Mountain.